# Vittorio Butera
Vittorio Maria Butera (Conflenti, 23 dicembre 1877 – Catanzaro, 25 marzo 1955) è stato un poeta italiano, le cui composizioni poetiche sono state scritte in dialetto calabrese.

## Biografia
Nacque a Conflenti, una località alle pendici del monte Reventino il 23 dicembre 1877. Morta la madre, a poca distanza dal parto, fu allevato dalla nonna. Dopo aver frequentato le scuole elementari a Conflenti proseguì gli studi e visse in varie città: La Spezia,  Catanzaro, Messina; infine fu a Napoli dove nel 1905 conseguì la laurea in Ingegneria. Lavorò per qualche tempo a Roma, Palermo, Crotone; poi si stabilì definitivamente a Catanzaro dove era stato assunto come ingegnere nell'Amministrazione Provinciale.
Nel 1949 smise di lavorare, per raggiunti limiti d'età, e solo allora, spinto dalle continue insistenze dei numerosi amici, decise di pubblicare la prima raccolta di poesie Prima cantu e doppu cuntu (Prima canto e poi racconto). Postume furono pubblicate altre due raccolte: Tuornu e ccantu, tuornu e ccuntu (Torno a cantare, torno a raccontare) nel 1960; Inedite nel 1978.
Le composizioni poetiche di Butera sono tipicamente delle favole in versi veicolanti un insegnamento morale tradizionale. Butera usa i metri dei favolisti del XVIII e del XIX secolo (per es., Tommaso Crudeli o le traduzioni delle favole di Krylov fatte da Vincenzo Monti) ma esclusivamente nel dialetto della natìa Conflenti. Protagonisti delle sue favole sono gli animali parlanti (come : A licerta e ru curzune ossia La lucertola e la biscia, E furmiche e ru voi, ossia Le formiche e il bue, A cuniglia e ra duonnula, ossia La coniglia e la donnola) oppure oggetti inanimati (E due cammise, ossia Le due camicie, A naticchja e ra fermatura, ossia La chiave e la serratura).

## Opere
- Antologia poetica, con saggio introduttivo di Pietro Pizzarelli e note esplicative di Umberto Di Stilo, Cosenza, Pellegrini, 1984
- Canti e Cunti a cura del Centro Studi "Vittorio Butera". Stampa Sud, Lamezia Terme 2007
- Canta pueta, a cura di Vincenzo Villella e Carlo Cimino, Lamezia Terme, La Modernissima, 1990
- Inedite di Vittorio Butera,  Rubbettino, Soveria Mannelli: 1978
- Prima cantu e ddoppu cuntu, Roma: Vittorio Bonacci, stampa 1949
- Tuornu e ccantu, tuornu e ccuntu: liriche e favole inedite, scelte, curate e presentate da Giuseppe Isnardi e Guido Cimino, Roma: Vittorio Bonacci, 1960
- Lettere in prosa e in versi, a cura del Centro Studi "Vittorio Butera". Stampa Sud, Lamezia Terme 2008